# Kostkowce
Kostkowce, kubopławy (Cubozoa) – gromada zwierząt wodnych z typu parzydełkowców (Cnidaria), wcześniej zaliczanych do krążkopławów (Scyphozoa). W ich rozwoju występuje metageneza. Pokoleniem dominującym jest kubomeduza, stąd spotykana czasem nazwa zwyczajowa kubomeduzy lub kostkomeduzy (Cubomedusae). Należą do nich gatunki silnie parzące, a także najbardziej jadowite, m.in. osa morska (Chironex fleckeri). Największym znanym przedstawicielem jest Carybdea alata. W zapisie kopalnym znany jest †Anthracomedusa turnbulli pochodzący ze środkowego kambru.

## Występowanie
Głównie ciepłe wody strefy tropikalnej i subtropikalnej. Carybdea marsupialis i Carybdea rastoni spotykane są również w strefie umiarkowanej. Kubopławy nie występują w Polsce.

## Charakterystyka
Kostkowce przypominają w dużym stopniu krążkopławy. Są jednak dość łatwe do odróżnienia od swoich bliskich kuzynów: widziane z góry są kwadratowe, a nie okrągłe, lepiej i szybciej pływają. Meduza ma ciało czterograniaste, dzwonkowate, z czterema ropaliami na krawędziach parasola. Jama chłonąco-trawiąca jest podzielona czterema przegrodami. Gamety są wyrzucane do jamy chłonąco-trawiącej. Polipy kubopławów mają zwykle niewielkie rozmiary. Są nazywane kubopolipami. Żyją pojedynczo, nie wytwarzają szkieletu. W odróżnieniu od krążkopławów kubopławy nie rozmnażają się przez strobilizację.

## Klasyfikacja
Pierwszym znanym nauce kubopławem, opisanym przez Linneusza w 1758, był Carybdea marsupialis. W 1880 Ernst Haeckel wyodrębnił ten i podobne gatunki do taksonu, który nazwał Cubomedusae. W 1973 Werner, na podstawie odmiennego od krążkopławów cyklu życiowego i budowy polipa, podniósł je do rangi gromady, nadając im nazwę Cubozoa.
Jest to niewielka grupa 36 znanych nauce gatunków, grupowanych w dwóch rzędach:
- Carybdeida (Charybdeida) – charybdy, Cubomedusae bywa podawane jako ich synonim[6]
- Chirodropida – osy morskie, wcześniej opisywane jako kostkomeduzy (Cubomedusae).

oraz
- †Anthracomedusa turnbulli